# Bicyklobutan
Bicyklobutan, systematicky bicyklo[1.1.0]butan, je organická sloučenina odpovídající vzorci C4H6, bicyklická molekula obsahující dva spojené cyklopropanové kruhy ve vzájemné poloze cis.
Bicyklobutan má jednu z nejvyšších hodnot napětí ze všech izolovatelných sloučenin, s energií přibližně 268 kJ mol−1. Jeho molekula není rovinná, diedrální úhel mezi cyklopropanovými kruhy činí 123°.
První popsaný derivát bicyklobutanu byl ethyl-bicyklobutankarboxylát, C4H5CO2Et. Připravoval se dehydrohalogenací odpovídajícího bromcyklobutankarboxylátového esteru hydridem sodným. Samotný cyklobutan se podařilo připravit z 1-brom-3-chlorcyklobutanu přeměnou na bromcyklobutankarboxylát, jenž prošel vnitromolekulární Wurtzovou reakcí s kapalným sodíkem. 1-brom-3-chlorcyklobutan je možné získat i obměněnou Hunsdieckerových reakcí kyseliny 3-chlorcyklobutankarboxylové s oxidem rtuťnatým a bromem:
Deriváty bicyklobutanu lze získat uzavíráním kruhů vhodně substituovaných 2-brom-1-(chlormethyl)cyklopropanů hořčíkem v tetrahydrofuranu.
Substituované bicyklobutany je možné vytvořit též reakcemi jodbicyklo[1.1.1]pentanů s aminy, thioly nebo sulfináty (solemi sulfinových kyselin).
Bicyklo[1.1.0]butany se zkoumají v lékařské chemii jako kovalentní reaktivní skupiny.
Bicyklobutan lze tepelně rozložit na buta-1,3-dien, přičemž aktivační energie dosahuje 170 kJ mol−1.

## Biosyntéza
Kyselinu alfa-linolenovou lze převést na bicyklobutanový derivát s využitím fúzního proteinu ze sinice Anabaena sphaerica.